# Caulerpa webbiana
Caulerpa webbiana é uma espécie de alga marinha da família Caulerpaceae.

## Descrição
Esta alga marinha apresente um talo de coloração verde brilhante, que se projecta a partir de um ponto de fixação ao substrato. As frondes atingem até 12 cm de comprimento, formando densos tufos.
A espécie é encontrada em águas quentes, crescendo sobre sedimentos ou em recifes de coral. Na Austrália Ocidental, encontra-se ao longo da costa na região de Kimberley (Austrália Ocidental), estendendo-se para o sul até aos Houtman Abrolhos.